# Aquilon
L'Aquilon fu un vascello di linea francese da 80 cannoni che prestò servizio nella Marine royale e poi nella Marine révolutionnaire tra il 1793 e il 1798. Catturato dagli inglesi durante il corso della Battaglia del Nilo fu ridenominato HMS Aboukir, e rimase in servizio fino al 1802, quando venne demolito.

## Costruzione

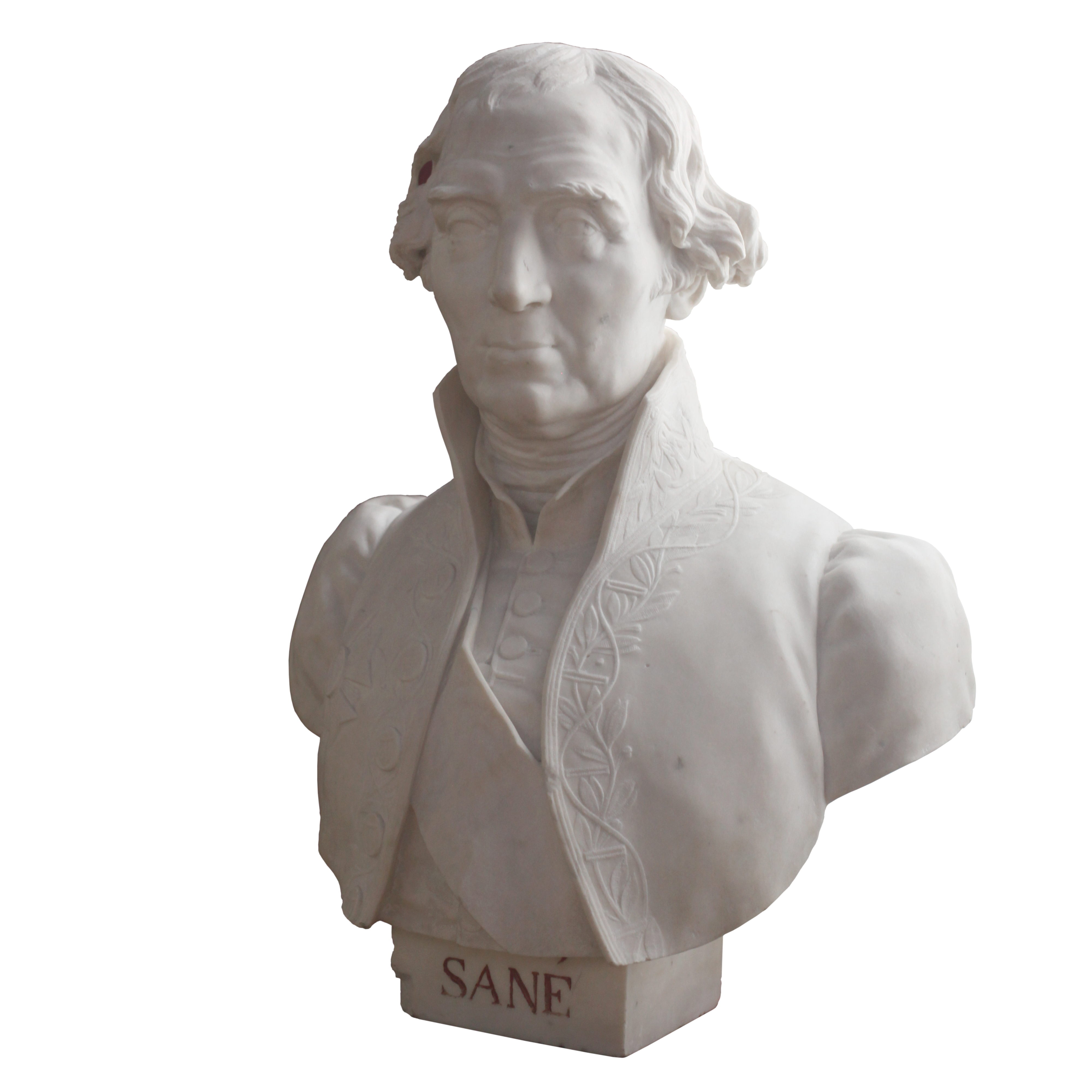
Busto marmoreo dell'ingegnere Jacques-Noël Sané conservato presso il Dipartimento delle sculture del Museo del Louvre.

Realizzato nel cantiere navale di Rochefort sotto la supervisione di Henri Chevillard,  sui piani costruttivi elaborati dall’ingegnere navale Jacques-Noël Sané, fu uno dei 107 vascelli della classe Téméraire, dal nome della prima unità, che costituirono il nerbo della flotta francese durante le guerre napoleoniche. Varato l'8 giugno 1789, l’unità entrò in servizio attivo nel giugno 1790. Tra il 15 maggio 1 il 1 giugno 1797 l’unità salpò da Tolone per partecipare alla prima crociera della squadra del contrammiraglio Brueys. La flotta partì nuovamente da Tolone il 27 giugno 1797, con destinazione le coste dell’Italia, raggiungendo Corfù, Venezia e di nuovo Corfù dove passò l’inverno, rientrando a Tolone il 2 aprile 1797.

### La battaglia di Aboukir
Nel 1798 lo chef de division Antoine René Thévenard assunse il comando del vascello da 74 cannoni Aquilon, allora appartenente alla squadra francese di Tolone al comando del viceammiraglio Brueys, che aveva il compito di scortare le navi da trasporto con a bordo il corpo di spedizione. Durante la campagna del Mediterraneo del 1798 partecipò alla Battaglia del Nilo, avvenuta il 1º agosto 1798. L’Aquilon si trovava in quarta posizione nella linea di battaglia francese, dietro allo Spartiate e immediatamente davanti al Peuple Souverain. All'inizio del combattimento Thevenard utilizzò il cavo dell'àncora della sua nave come molla, posizionando il suo vascello con un angolo adatto a sparare una bordata contro la prua della nave ammiraglia inglese, il vascello Vanguard, che a sua volta si era posizionata a meno di 70 metri dal vascello francese Spartiate. Colpito in pieno dal tiro dell'artiglieria il vascello inglese lamentò oltre 100 vittime, e lo stesso ammiraglio Nelson fu ferito in fronte da un frammento di proiettile a mitraglia. Anche se la sua manovra ebbe successo l'Aquilon finì per posizionarsi proprio di fronte ai cannoni del vascello inglese Minotaur, che aprì il fuoco sulla prua del vascello francese danneggiandolo gravemente. Thevenard rimase ucciso dal tiro del Minotaur, e con la nave completamente disalberata e a malpartito, gli ufficiali subalterni decisero di arrendersi agli inglesi alle 21:25.
Le 12 agosto 1798, l'Aquilon arrivò a Gibilterra insieme ad altre cinque navi francesi catturate, sotto la scorta di 7 vascelli di linea inglesi agli ordini dell’ammiraglio James Saumarez. Ridenominato HMS Aboukir nel dicembre 1798, fu posto al comando del capitano di vascello William Bowden, e dopo le necessarie riparazioni fu trasferito a Plymouth dove arrivò il 17 luglio 1799. Considerato troppo danneggiato per essere riparato e reimmesso in servizio attivo, fu demolito a Plymouth a partire dal febbraio 1802.

### Annotazioni
1. ↑  Durante la battaglia di Battaglia del Nilo.
2. ↑  La squadra navale comprendeva i vascelli Guillaume Tell e Aquilon, le fregate da 40 cannoni Justice, Diane e la fregata da 36 La Sèrieuse.
3. ↑  Il vascello Aquilon era allora al comando del capitano di vascello Laterre.

### Fonti
1. ↑  Jean-Michel Roche, Dictionnaire des bâtiments de la flotte de guerre française de Colbert à nos jours, 1671 à 1870. Tome 1, Éditions LTP, Brest, 2005.
2. 1 2  Toulard 1999, p. 27.
3. 1 2  Colledge, Warlow 2006, p. 2.
4. ↑  Lecomte, Girard 1836, p. 237.
5. ↑  Lecomte, Girard 1836, p. 238.
6. 1 2 3  Fremont-Barnes 2011, p. 22.
7. ↑  Fremont-Barnes 2011, p. 16.
8. ↑  Fremont-Barnes 2011, p. 50.
9. 1 2 3  James 1886, p. 167.
10. ↑  Donolo 2012, p. 112.
11. ↑  Fleury 2004, p. 351.
12. 1 2  James 1886, p. 168.
13. ↑  Fremont-Barnes 2011, p. 58.
14. ↑  Fleury 2004, p. 358.